# Européens unis pour la démocratie
Ne doit pas être confondu avec Parti démocrate européen ou Démocrates européens.
Europeans United for Democracy - Alliance for a Europe of Democracies connu en français comme les EUDemocrats – Alliance pour une Europe des Démocraties – était un parti politique européen souverainiste, qui se qualifie lui-même d'euroréaliste, rassemblant des mouvements politiques de quinze pays de l'Union européenne. Le parti est reconnu selon le règlement (CE) 2004/2003. EUDemocrats cherche à réformer l'Union européenne de façon profonde au-delà des clivages gauche/droite. Le parti n'a aucune relation avec l'ancien mouvement Alliance des démocrates indépendants en Europe (2005-2008) qui défendait des positions proches.

## Informations générales
Le parti a été fondé d'après la loi danoise le 7 novembre 2005, puis comme parti politique européen à Bruxelles le 8 novembre 2005. Son premier congrès a eu lieu à Bruxelles le 24 février 2006. L'ex-député européen danois, Jens-Peter Bonde, est à l'origine de sa création et il a imprégné les premières années du parti. En janvier 2009, le Suédois Sören Wibe lui a succédé comme président des EUD. Sa mort soudaine fin décembre 2010, entraîne la présidence à Patricia McKenna, une ancienne députée européenne Verte irlandaise devenue indépendante en 2009.
Le parti ne s'occupe point de question du clivage droite-gauche, supposant que des telles questions devraient être délibérées par les Parlements nationaux et régionaux sous les auspices du contrôle démocratique des peuples. Les EUD voudraient renforcer la transparence, la subsidiarité, la diversité et la démocratie, point le plus important de leur programme, à l'échelle de l'Union européenne.
En mars 2009, quatre membres du Parlement européen alliés aux EUDemocrats font partie du groupe parlementaire Indépendance et Démocratie au Parlement européen, alors que deux autres membres siègent parmi les non-inscrits.
Une douzaine de membres des parlements nationaux et régionaux dans six pays européens sont également alliés au réseau EUD. (2015)[réf. nécessaire]

## Programme politique
L'objectif politique principal des EUDemocrats est la réforme des structures contemporaines de l'Union européenne, afin de créer une Europe plus proche des citoyens, possédant une légitimité démocratique entière. Ainsi, les EUD demandent des changements importants du système européen, aussi bien qu'une nouvelle forme de coopération parmi les États membres de l'Union ayant comme fondement une approche adaptable et intergouvernementale. Cette réforme du projet européen devrait être fixée dans un nouveau traité fondamental définissant les compétences et les structures de l'Union européenne et de ses États membres.
Selon leur programme politique, les EUD supposent que toute décision politique devrait être prise au niveau adapté (subsidiarité), fait qui donnerait davantage d'influence aux États membres, leurs régions et les minorités nationales. Le parti vise à unir tous ceux critiquant l'Union européenne pour son développement peu démocratique et ses tendances centralistes. Il voudrait limiter l'influence européenne là où elle lui semble le plus nécessaire, laissant aux différents pays membres une large autonomie. Il est opposé au transfert des pouvoirs toujours plus importants vers l'Union européenne, surtout qu'il aboutit à une concentration des pouvoirs entre les mains d'institution non élues. Les EUD demandent davantage de contrôle des institutions européennes par les Parlements nationaux et régionaux.
Les EUD se conçoivent comme plateforme effective et comme mouvement de campagne pour le renforcement de la démocratie en Europe. Le parti vise à encourager des candidats lors des élections du Parlement européen qui soutiennent le programme politique des EUD. Ainsi, le parti espère d'influencer directement la politique au sein du Parlement européen.
Leurs objectifs politiques principaux sont les suivants :
- renforcer la transparence à tout niveau politique, particulièrement à l'échelle de l'Union européenne en donnant ainsi la possibilité aux citoyens d'examiner les documents officiels et de participer aux réunions importantes.
- consolider le principe de subsidiarité dans l'Union européenne en prenant toute décision politique à l'échelle adéquate et la plus proche du citoyen.
- améliorer la démocratie et l'obligation de rendre compte auprès des citoyens en réformant les institutions et les structures européennes vers un fonctionnement plus démocratique.
- défendre la diversité en Europe en donnant la possibilité aux États membres de lancer des politiques conformes aux réalités nationales respectives et en cultivant une coopération adaptable au lieu d'une harmonisation stricte.

## Organisation du parti
Les organes principaux des EUD sont le Congrès, le Comité directeur et le Secrétariat.

### Congrès
- Le Congrès des EUD assemble les représentants des organisations membres, les membres individuels et tous les membres du Comité directeur.
- Le Congrès siège au moins une fois par an. Sans règlement particulier, chaque organisation, chaque député national et chaque membre du Parlement européen possède une voix.
- Le Congrès
  - nomme et révoque les membres du Comité directeur.
  - amende les statues du parti.
  - discute et décide le programme politique du parti.
  - décide à simple majorité des voix.

### Comité directeur
- Le Congrès annuel élit le Comité directeur se composant d'un président et de deux coprésidents. Les membres de chaque État membre peuvent élire ou nommer un vice-président.
- Les budgets des campagnes d'information et l'implémentation des décisions politiques sont décidés par le Comité directeur.

### Secrétariat
- Le Secrétariat est dirigé par le Secrétaire général. Il assiste les organes du parti.
- Le Secrétaire général peut être présent à toute réunion du Comité directeur, sans droit de vote.

## Présidents
- 2005-2009 : Jens-Peter Bonde ( Danemark)
- 2009-2010 : Sören Wibe ( Suède)
- depuis 2010 : Patricia McKenna ( Irlande)

## Activités récentes
Les EUD encouragent la Campagne européenne pour le Référendum (en). Le parti a récemment fait campagne pour le non au traité de Lisbonne, saluant le « non » irlandais en juin 2008 et animant une deuxième campagne lors du second référendum en Irlande en automne 2009.
En mars 2011, EUDemocrats a lancé une campagne contre l'idée d'établir une taxe européenne, notamment un impôt sur le revenu bénéficiant à l'Union européenne (incluant une taxe pour les citoyens, le secteur bancaire, le trafic aérien...).
Dans le but d'équilibrer le débat sur l'entrée dans l'euro des pays baltes, EUDemocrats a développé sur Internet une campagne d'information en Lettonie.

## Membres
En 2014, EUDemocrats réunit des partis politiques d'une quinzaine d'États membres de l'Union, sur 28 (Danemark, Estonie, Finlande, France, Irlande, Italie, Lettonie, Portugal, Slovaquie, Slovénie, Suède, Royaume-Uni, etc.).
 Belgique : 
- Michael Balter, membre du Parlement de la Communauté germanophone de Belgique

 Danemark :
- Mouvement populaire contre l'Union européenne (Folkebevægelsen mod UE) une députée européenne : Rina Ronja Kari

 Finlande :
- Danne Sundman, membre du Parlement d'Åland

 France :
- Mouvement républicain et citoyen
- Sénateur : Jean-Louis Masson

 Irlande :
- Plateforme nationale (National Platform)
- Mouvement du Peuple (Irlande) (People's Movement)
- Thomas Pringle, député indépendant

 Italie :
- Parti eurosceptique (Euro Scettici – Partito Animalista Italiano)

 Lettonie :
- Parti de l'action (Ricibas Partija)
- Normunds Grostins
- Iveta Grigule, eurodéputée indépendante

 Portugal :
- Parti de la nouvelle démocratie (Partido Da Nova Democracia) un député au Parlement de Madère : Hélder Spinola

 Slovaquie :
- Rudolf Kusy membre du Parlement régional de Bratislava
- Peter Kopecky

 Slovénie :
- Liste de Juin (Slovénie) (Junijska lista)
- EUD Slovénie (EUD Slovenia)
- Gorazd Drevensek

 Suède :
- Liste de juin (Junilistan)

## Littérature
- (en) Laure Neumayer, « Euroscepticism as a political label », European Journal of Political Research,‎ 2007
- (en) Géraud de Ville, « Eurosceptics are Eurocritics or Eurorealists », Politeia,‎ 2007

## Compléments